# Guba

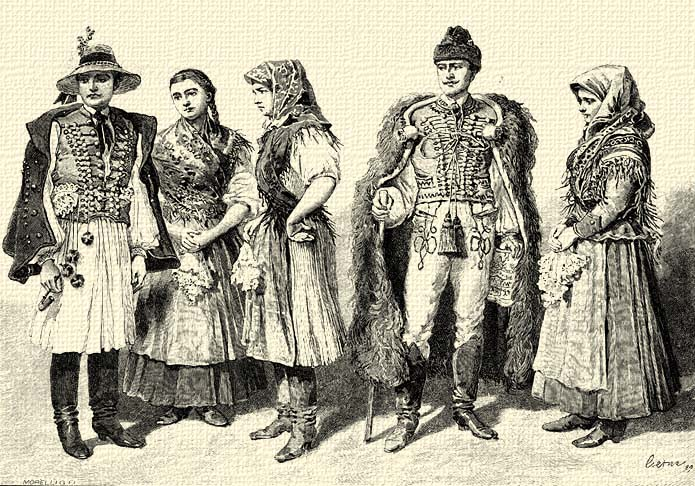
Deésházi népviselet a 19. században

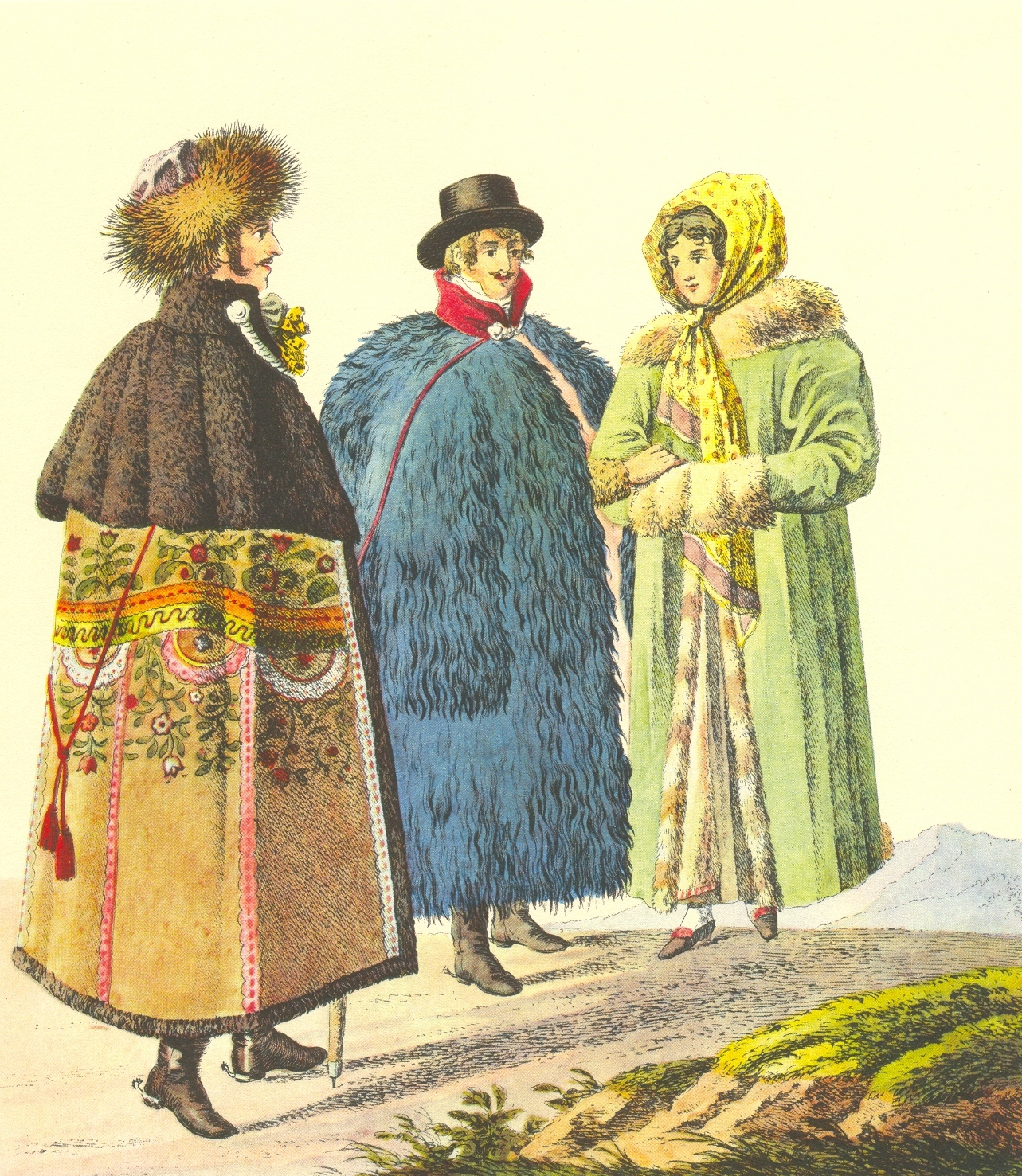
Hímzett bunda, guba, ujjas női bunda viselete, 1816 (Bikkessy-Heinbucher József: A Magyar és Horváth Országi Leg nevezetesebb Nemzeti Öltözetek Hazai Gyűjteménye. Béts, 1816)

A guba ősi népi viselet. Gyapjúszőttes anyag, s a belőle készült kabátféle felső gyapjúruha neve, melyet honfoglaló őseink a fennmaradt hagyományok szerint ideérkezésükkor már itt találtak, avar eredetűnek vélik. A szegények viselete volt, a köznép még a 20. század elején is viselte vállra vetve vagy felvéve.

## Története
1387-ben említették először nevét, az akkori guba név egy gyapjúszőttes anyagra vonatkozott,  viszont 1528-ban  már kifejezetten ruha megnevezésere használták.
A guba használatáról a legtöbb adat a magyarlakta területek északkeleti részéről a Palócföldről, Szatmár vármegyéből, a Szilágyságból, Bihar vármegye területéről maradt fenn, de ismert volt a Dunántúlon és az Alföldön is. A Szilágyságban még az 1900-as évek legelején is elterjedt viselet volt a guba: Alsószivágy, Panit, Peér, Récse, Bogdánd férfi lakosainak, de például Ipp, Görcsöny női lakosainak is télen általános viselete volt a fekete, vagy fehér színű guba, míg több szilágysági településen a gubát télen ünnepi viseletként hordták: például Perecsenyben is.
A hosszú ujjú guba ujját egyes feltevések szerint lovas és pásztor őseink arra használták, hogy egyik ujjába élelmiszert szállítottak, míg a másikban íjaikat és azok feszítő húrjait hordták, hogy azokat az időjárástól megvédjék.
A guba máig ismert jellegzetessége: szövéstechnikája és az ujjak betoldási módja, melyet Észak-Európában már a bronzkori szőrmeruhák készítésekor használtak, de ismert volt Észak-Eurázsiában is. A guba másik jellegzetessége vízszintes szabásából ered: vízszintesen pokróccá varrott darabból szabják. Ez a szabástechnika egy aba nevű felsőruhatípus jellegzetessége volt Arábiától Iránig, de szórványosan Közép-Kelet Európában is előfordult.

## Fajtái
A guba színére nézve lehetett szürke, barna, fehér vagy fekete, de a középkori írások fekete és vörös színűt is említettek. A fekete szín még a 19–20. század fordulóján is használatban volt. Amíg a szürke, barna vagy fehér színű gubák a juhgyapjú természetes színei voltak, addig a vörös és fekete színűek festéssel készültek.
A magyarok lakta területeken többfajta gubát készítettek. Ismert volt a keleti szőnyegtechnikára emlékeztető módon szövött úgynevezett bárányfürtös guba, és rakott guba, és az ettől különböző technikával készült sima guba, mely vászonkötéses, fürt nélkül szövött volt. Ezt a fürt nélkül szövött sima gubát Szatmár vármegyében füsült guba néven nevezték.
A gyapjúból készült gubákon kívül egyes vidékeken rongypokrócból is készítettek gubát gubaszabással. Kenderkócból is előállítottak durva szövésű csepűgubát, az Alföldön szűrposztóból is készítettek.

## Készítése
A  guba készítésével a gubások vagy gubacsapók foglalkoztak. A gyapjút kártolással puhították hogy könnyen lehessen fonalat készíteni. Ezután jött a csapás, a gyapjúfonál pengetve bolyhosítása egy íjfa segítségével. A fonálból gubavászont készítettek, ami a fürtök egyesével való behelyezése miatt hosszadalmas munka volt. Rendszerint a szövőszék a lakószobában volt. Levették a gubaszékről és vízszintesen összevarrták gubapokróccá. A szövés után a posztó gyenge és laza volt, emiatt akár két napig is tiszta folyóvízben (általában patak menti kádakban) kallották – áztatták, hogy összemenjen és megkeményedjen, a fürtök biztosan bennmaradjanak. Ezután késsel kiszabták, kivágták a nyakát, s végül a két ujját varrták össze. Csak elől díszítették, a nyakához varrtak rendszerint piros posztót. Zsebe nem volt, ha kellett, az ujjába pakoltak.